# Plane
För andra betydelser, se Plane (olika betydelser).
Plane är en 57 kilometer lång flod i Brandenburg i östra Tyskland som utgör en biflod till Havel. Avrinningsområdet uppgår till 639 km². 
Plane har sin källa nordväst om byn Raben i kommunen Rabenstein/Fläming och rinner därifrån åt nordost förbi borgen Rabenstein. I närheten av stadsdelen Gömnigk i Brück delar floden sig. Huvudfåran rinner norrut förbi Golzow mot utloppet i Breitlingsee i floden Havel, vid Brandenburg an der Havel. Sidofåran, Kleine Plane, rinner österut mot Beelitz och  rinner via floderna Nieplitz och Nuthe ut i Havel vid Potsdam.